# Злокачественная опухоль
Злока́чественная о́пухоль (также рак или раковая опухоль) — опухоль, свойства которой чаще всего (в отличие от свойств доброкачественной опухоли) делают её крайне опасной для жизни организма, что и дало основание называть её «злокачественной». Злокачественная опухоль состоит из злокачественных клеток. Злокачественные эпителиальные опухоли называют раком в России, Германии (нем. Krebs) и странах Балтии, в других странах этот термин может означать различные формы злокачественных новообразований (например, фр. cancer объединяет хорионэпителиомы, эндотелиомы, саркомы и др.).
Злока́чественное новообразова́ние (или злока́чественная неоплази́я) — заболевание, характеризующееся появлением бесконтрольно делящихся клеток, способных к инвазии в прилежащие ткани и метастазированию в отдалённые органы (например, в мозг). Болезнь связана с нарушением пролиферации и дифференцировки клеток вследствие генетических нарушений.
Разработка лекарств и методов лечения злокачественных опухолей является важной и до сих пор не решённой научной задачей.
По оценке ВОЗ, злокачественные опухоли в 2018 году стали причиной смерти у 9,6 млн человек по всему миру, при этом от 30 до 60 % случаев развития злокачественных опухолей могут быть предотвращены.

## Общие сведения
Злокачественные опухоли возникают в результате злокачественной трансформации (малигнизации) нормальных клеток, которые начинают бесконтрольно размножаться, теряя способность к апоптозу. Злокачественная трансформация вызывается одной или несколькими мутациями, заставляющими клетки неограниченно делиться и нарушающими механизмы апоптоза. Если иммунная система организма не распознаёт вовремя такую трансформацию, опухоль начинает разрастаться и со временем метастазирует. Метастазы могут образовываться во всех без исключения органах и тканях. Наиболее часто метастазы образуются в костях, печени, мозге и лёгких.
Неконтролируемое деление клеток может также привести к доброкачественной опухоли. Доброкачественные опухоли отличаются тем, что не образуют метастазов, не вторгаются в другие ткани и потому редко опасны для жизни. Однако доброкачественные опухоли часто превращаются в злокачественные (перерождение опухоли).
Окончательный диагноз злокачественной опухоли ставится после гистологического исследования образца ткани патоморфологом. После диагностики назначается оперативное лечение, химиотерапия или лучевая терапия. По мере совершенствования медицинской науки лечение становится все более специфичным для каждого вида опухолей.
Без лечения злокачественные опухоли обычно прогрессируют вплоть до летального исхода. Большинство опухолей поддаётся лечению, хотя результаты лечения зависят от вида опухоли, её расположения и стадии.
Злокачественные опухоли поражают людей всех возрастов, но гораздо чаще возникают в пожилом возрасте. Это одна из основных причин смерти в развитых странах.
Существует множество видов злокачественных опухолей, которые классифицируются в зависимости от органа, в котором появилась первичная опухоль, типа клеток, которые претерпевают злокачественную трансформацию, а также клинических симптомов, наблюдаемых у пациента. Область медицины, занимающаяся изучением и лечением злокачественных опухолей, называется онкологией.
80-90 % злокачественных опухолей образуется вследствие воздействия внешних факторов, а не по генетическим причинам. Связь между этими факторами и возникновением опухоли носит стохастический характер (при воздействии онкогенного фактора опухоль возникает не всегда).
В России среди причин смертности злокачественные новообразования находятся на третьем месте (после сердечно-сосудистых заболеваний и внешних причин).
В мире наиболее распространённое онкологическое заболевание — рак лёгкого.

## Причины заболевания
Изучение этиологии различных заболеваний является важным звеном в медицинской науке и в частности в онкологии. Выявление этиологических факторов опухолей человека является необходимой предпосылкой для их профилактики. Древнеримский врач Клаудий Гален считал, ни одна причина не может вызвать заболевание без соответствующей восприимчивости организма. Известно, что ряд химических веществ и производственных процессов, ионизирующее и ультрафиолетовое облучение, курение, а также отдельные экзогенные вирусы, являются этиологическими факторами опухолевого роста у человека. Установлено, что злокачественные новообразования возникают в результате нарушений ДНК клеток, возникающих под воздействием факторов внешней среды и изменений самого организма. Клетки выходят из-под регулирующего влияния организма, беспредельно делятся, давая тем самым начало злокачественному росту. В процессе развития злокачественные опухоли имеют ряд последовательных этапов патологического процесса со своими особенностями, что отражается на общей клинической картине заболевания.
Согласно вирусо-генетической теории, при различных формах канцерогенеза причиной возникновения опухолей являются вирусы, а различные физические и химические канцерогенные факторы стимулируют реализацию их онкогенной потенции и являются патогенетическими, а не этиологическими факторами. Опухолевые вирусы не отличаются от вирусов, вызывающих инфекционные заболевания и их циркуляция в природе подчиняется закономерностям, установленным для инфекционных агентов. Современная концепция рака строится на том, что это заболевание генетического аппарата. Вирус изменяет генетический аппарат клетки, и именно эти изменения становятся критическими для развития злокачественной трансформации клеток. Начиная с 1970-х годов, были открыты гены, стимулирующие рост клеток (онкогены) и гены, подавляющие этот рост — гены-супрессоры. Среди супрессорных генов особенно важную роль играет ген р53, который останавливает деление клетки с повреждённой ДНК и запускает механизм ликвидации повреждений. При невозможности ликвидировать повреждение ген р53 активизирует программу апоптоза и клетка погибает, угроза возникновения опухоли ликвидирована. Повреждённый ген р53 при потере способности подавлять опухолевый рост способствует возникновению таких опухолей, как рак молочной железы, рак лёгких, рак поджелудочной железы, рак мочевого пузыря и др.
Анализ генов способствовал выявлению новых диагностических и прогностических маркеров, поиску и выработке оптимальных химиотерапевтических методов лечения, разработке таргетных противоопухолевых препаратов. Геном каждой клетки человека содержит около 30000 генов и 3,5 млрд нуклеотидов. Злокачественная трансформация развивается в результате многочисленных, не поддающихся коррекции изменений ДНК, что приводит к неустранимым нарушениям структуры и функций клеток.
Активация онкогенов, инактивация генов-супрессоров и других генов, связанных с канцерогенезом, могут возникать как за счёт мутаций, так и за счёт эпигенетических изменений. Эти изменения играют ключевую роль в возникновении и прогрессии опухолей, используются как биомаркеры для ранней диагностики опухолей, прогноза и мониторинга заболевания, а также для предсказаний устойчивости или чувствительности опухоли к химиотерапии и выявления генов-мишеней лекарственной терапии.
Клетки новообразования и их метастазы, как правило, сохраняют структурные особенности исходной ткани. Рак составляет около 90 % от всех злокачественных новообразований. Злокачественные опухоли из соединительной ткани — это саркомы, из лимфоидной — лимфомы, пигментных клеток — меланомы. Опухоли одинакового гистологического строения возникают из клеток, которые находятся на разных этапах развития. Такие отличия относятся к степени дифференцировки: высокая — G1, средняя — G2, низкая — G3, недифференцированная — G4. Чем ниже степень дифференцировки клеток, тем хуже прогноз.
В исследовании, опубликованном в журнале Nature, представлены доказательства того, что на развитие опухолей влияют в основном факторы внешней среды, нежели генетическая предрасположенность. Исследователями были оценены 30 основных клеточных мутаций, приводящих к раку (толстой кишки, лёгких, мочевого пузыря, щитовидной железы и пр.). Оказалось, что только 10 — 30 % из них вызваны внутренними факторами, такими как наследственность, в то время как 70 — 90 % мутаций напрямую связаны с воздействием вредных средовых факторов. Данные этого исследования важны для разработки стратегий профилактики онкологических заболеваний.
Заболевания, сопровождающиеся патологической пролиферацией с повышенной частотой возникновения рака, называют предраковыми. Данные заболевания характеризуются длительным течением и отдельными признаками нарушения различных функций организма. В зависимости от вероятности возникновения рака различают облигатные виды рака, на почве которых с большой вероятностью может возникнуть злокачественная опухоль, и факультативные виды рака, при которых рак развивается относительно редко, но чаще, чем у здоровых людей. Международным противораковым союзом в 1952 году была принята классификация злокачественных новообразований по системе TNM, разработанная P. Denoix. По системе TNM распространение опухоли оценивают дважды: до начала лечения по клиническим данным и результатам обследования и повторная оценка на основании патологоанатомических сведений после операции.
Инфекция вирусами папилломы (HPV) достаточно широко распространена в популяции человека — им заражено до 44 % населения. Известно более 100 серотипов HPV, способных инфицировать кожу и слизистые мембраны. Первичная инфекция, как правило, приводит к образованию доброкачественных поражений, а некоторые способны вызывать образование опухолей. Известно 34 типа HPV, ассоциированных главным образом с карциномами аногенитальных областей (так называемые вирусы HPV высокого риска- HPV-HR). Для аногенитальной зоны доминирующим типом являются HPV 16 типа, в несколько меньшей степени HPV 18 типа, на долю которых приходится 70-80 % указанных типов раков. Среди остальных наибольшее распространение имеют HPV типов 31. 33. 35, 39, 45 и некоторые другие. Рак шейки матки является тем онкологическим заболеванием, для которого этиологическая роль вируса папилломы считается полностью доказанной, что нашло отражение в Бюллетене ВОЗ в 2003 году.
В 30 % случаев раковые заболевания сопровождаются грибковой инфекцией. Некоторые грибки выделяют канцерогены, которые повышают вероятность развития рака.
Некоторые хронические заболевания также являются факторами риска развития злокачественных опухолей.
66 % мутаций, оказывающихся причиной рака, возникают сами по себе. 29 % мутаций, связанных с раком, вызваны факторами окружающей среды, а 5 % носят наследственный характер.

## История
Так как, по всей видимости, злокачественные опухоли всегда были частью человеческого опыта, они были неоднократно описаны в письменных источниках, начиная с древнейших времён. К наиболее древним описаниям опухолей и способов их лечения относится древнеегипетский Папирус Эдвина Смита (ок. 1600 г. до н. э.). В папирусе описано несколько форм рака молочной железы, в качестве лечения предписывалось прижигание раковой ткани, применяя прижигающие мази на основе мышьяка для лечения поверхностных опухолей. В 2650 г. до н. э. Имхотеп Египетский, будучи врачом, архитектором и астрологом в течение 3-й династии, был провозглашён богом исцеления. Им был описан рак молочной железы как заболевание, и в качестве лечения предписывалось прижигание опухолевой ткани. Кроме того, известно, что египтяне применяли прижигающие мази, содержащие мышьяк, для лечения поверхностных опухолей. Сходные описания есть и в Рамаяне: лечение включало хирургическое удаление опухолей и использование мышьяковых мазей.
Самая древняя опухоль обнаружена у миксины, жившей в верхнем девоне (350 млн лет назад), остеома с локальным гиперостозом выявлена у рыбы, жившей 300 млн лет назад. Признаки злокачественной опухоли костной ткани остеосаркомы выявлены у найденной в Германии окаменевшей бедренной кости рептилии паппохелиса (Pappochelys rosinae), жившей в среднем триасовом периоде (240 млн л. н.).
Самая древняя раковая опухоль у людей была найдена учёными из Витватерсрандского университета на кости стопы из южноафриканского местонахождения Сварткранс (SK 7923). Возраст найденной злокачественной опухоли — 1,7 млн л. н. До этого старейшая опухоль у гоминид была обнаружена в ребре неандертальца из Крапины, датированном возрастом 120 тыс. лет назад.
Название «рак» произошло от введённого Гиппократом (460—377 годы до н. э.) термина «карцинома» (греч. καρκίνος — краб, рак; ωμα, сокр. от ὄγκωμα — опухоль), обозначавшего злокачественную опухоль с перифокальным воспалением. Гиппократ назвал опухоль карциномой, потому что она внешне напоминает краба из-за наличия выростов, направленных в разные стороны. Он также предложил термин онкос (ὄγκος). Гиппократ дал описание рака молочной железы, желудка, кожи, шейки матки, прямой кишки и носоглотки. В качестве лечения он предлагал хирургическое удаление доступных опухолей с последующей обработкой послеоперационных ран мазями, содержащими растительные яды или мышьяк, которые предположительно должны были убивать оставшиеся клетки опухоли. Для внутренних опухолей Гиппократ предлагал отказываться от какого бы то ни было лечения, так как полагал, что последствия такой сложной операции убьют пациента быстрее, чем сама опухоль.
Также, римский врач Авл Корнелий Цельс в I веке до н. э. предложил на ранней стадии лечить рак удалением опухоли, а на поздних — не лечить никак. Он перевёл греческое слово καρκίνος на латынь (cancer — рак). Гален использовал слово «ὄγκος» для описания всех опухолей, что и дало современный корень слову онкология. В 200 году н. э. он также описал кровеносные сосуды, окружающие опухоль молочной железы, как напоминающие клешни краба. Клавдий Гален считал, что рак молочной железы возникает из-за коагуляции чёрной жёлчи внутри молочной железы, а также он считал меланхолию главным фактором в развитии рака молочной железы. Терапия была нацелена на избавление избыточного содержания чёрной жёлчи за счёт диеты, очищения кишечника, банок, кровопускания и пиявок.
Теория, сформулированная Абу-Али Ибн-Синой в XI веке, поразительна по современности её звучания и сегодня — «Не всякая причина, достигающая тела, оказывает на него воздействие и что ни одна причина не может вызывать заболевание без соответствующей восприимчивости организма».
Рак был распространён и в средневековой Европе. Так, исследование мумифицированных останков 10 аристократов Италии XV и XVI веков обнаружило три случая злокачественных опухолей. Учёные предположили, что члены королевского двора могли позволить себе в неограниченных количествах более калорийную, жирную и сладкую пищу, чем большая часть населения средневековой Италии.
Несмотря на наличие многочисленных описаний злокачественных опухолей, практически ничего не было известно о механизмах их возникновения и распространения по телу вплоть до XIX века. В 1810 году Миллер впервые описал клеточную природу рака молочной железы а в 1829 году термин «метастазы», позволивший описывать распространение рака, был внедрён французским гинекологом и акушером Джозефом Рикамье. В 1840 году Р. Вирхов предположил, что опухоль молочной железы возникает в эпителии ткани железы, проникая локально и центробежно в различных направлениях. Работы немецкого врача Р. Вирхова имели большое значение для понимания этих процессов, который показал, что опухоли, как и здоровые ткани, состоят из клеток, и что распространение опухолей по телу связано с миграцией этих клеток.
Историю теоретической онкологии принято начинать с работ английского врача Персиваля Потта, который в 1785 году наблюдал частое возникновение рака мошонки у трубочистов, и связал этот феномен с канцерогенным действием сажи.

## Свойства
- Склонность к быстрому неконтролируемому росту, носящему разрушительный характер и приводящему к сдавлению и повреждению окружающих нормальных тканей.
- Склонность к проникновению («инвазии», «инфильтрации») в окружающие ткани с формированием местных метастазов.
- Склонность к метастазированию в другие, часто весьма отдалённые от исходной опухоли ткани и органы посредством перемещения по лимфо- и кровеносным сосудам, а также имплантационно. Причём определённые типы опухолей проявляют определённое родство («тропность») к определённым тканям и органам — метастазируют в определённые места (но могут метастазировать и в другие).
- Наличие выраженного общего влияния на организм вследствие выработки опухолью токсинов, подавляющих противоопухолевый и общий иммунитет, способствующих развитию у больных общего отравления («интоксикации»), физического истощения («астении»), депрессии, психозов, исхудания вплоть до кахексии.
- Способность к ускользанию от иммунологического контроля организма при помощи специальных механизмов обмана Т-киллерных клеток.
- Наличие в опухолевых клетках значительного числа мутаций, число которых увеличивается вместе с возрастом и массой опухоли; некоторые из этих поломок необходимы для собственно канцерогенеза, некоторые необходимы для ускользания от иммунитета или для приобретения способности к метастазированию, другие же случайны и возникают вследствие пониженной устойчивости опухолевых клеток к повреждающим воздействиям.
- Незрелость («недифференцированность») или низкая по сравнению с доброкачественными опухолями степень зрелости составляющих опухоль клеток. Причём чем ниже степень зрелости клеток, тем злокачественнее опухоль, тем быстрее растёт и раньше метастазирует, но зато, как правило, тем чувствительнее к лучевой и химиотерапии.
- Наличие выраженной тканевой и/или клеточной ненормальности («атипизма»).
- Преобладание клеточного атипизма над тканевым.
- Интенсивная стимуляция роста кровеносной системы («ангиогенез») в опухоли, приводящая к её наполнению кровеносными сосудами («васкуляризации») и часто к кровоизлияниям в ткань опухоли.
- Опухолевые образования не только формируют собственную кровеносную систему, но и могут расти за счёт кровеносных сосудов окружающих тканей[28].

## Симптомы
Симптомы варьируются в зависимости от местоположения опухоли. Боль возникает только на поздних стадиях. На ранних стадиях опухоль почти никогда не вызывает абсолютно никаких ощущений. Некоторые встречающиеся симптомы включают в себя:
- местные симптомы:
  - необычная припухлость или уплотнение (часто — наиболее ранний симптом внешнего проявления);
  - кровотечение;
  - воспаление;
  - желтуха;
- симптомы метастазов:
  - увеличение лимфатических узлов;
  - кашель, возможно с кровью;
  - увеличение печени;
  - боль в костях, переломы костей;
  - неврологические симптомы;
  - гиперсекреция желёз (к примеру, синдром Кушинга, вызванный опухолью)
- общие симптомы:
  - кахексия (потеря веса, потеря аппетита, истощение);
  - иммунопатологические состояния;
  - гипергидроз;
  - анемия;
- психологическая симптоматика.

Изменение психического статуса может быть вызвано несколькими факторами:
- реакцией организма на обезболивающие препараты;
- поведенческой реакцией на «страх смерти» (если пациент знает о своём состоянии);
- метастазированием в мозговую область;
- резким изменением гормонального статуса.

## Виды злокачественных опухолей
Злокачественные опухоли различаются по типу клеток, из которых они возникают. Виды злокачественных опухолей:
- карцинома (собственно рак) — из эпителиальных клеток (например, рак предстательной железы, лёгких, молочной железы, прямой кишки);
- аденокарцинома как разновидность карциномы - опухоль из клеток железистого эпителия
- меланома — из меланоцитов;
- саркома — из соединительной ткани (например, липосаркома), костей (остеогенная саркома) и мышц (миосаркома);
- лейкемия или лейкоз — из стволовых клеток костного мозга;
- лимфома — из лимфатической ткани;
- тератома — из зародышевых клеток;
- глиома, глиобластома — из глиальных клеток;
- хориокарцинома — из ткани плаценты.
- нейробластома — из клеток нервной ткани[29]

### Злокачественные опухоли детского возраста
Существуют опухоли, особенно часто поражающие детей и подростков. Заболеваемость детей злокачественными опухолями наиболее высока в первые 5 лет жизни. Среди опухолей лидируют лейкозы (особенно острый лимфобластный лейкоз), опухоли центральной нервной системы и нейробластома. Далее следуют нефробластома (опухоль Вильмса), лимфомы, рабдомиосаркома, ретинобластома, остеосаркома и саркома Юинга.

## Эпидемиология
Международное агентство по изучению рака за 2018 год предоставляет следующие предварительные данные: злокачественными опухолями в мире заболели 18 078 957 человек. По тем же оценкам, в 2018 году в мире от рака умерли 9 555 027 человек. По числу как заболевших, так и умерших, на первом месте стоит рак лёгкого, которым в 2018 году заболели 2 093 876, умерли 1 761 007 человек.
Второе место в структуре заболеваемости злокачественными опухолями в мире занимает рак молочной железы: число заболевших — 2 088 849 человек. В структуре смертности он занимает 5-е место, в 2018 году от этой болезни умерли 626 679 женщин. На третьем месте по заболеваемости стоит рак толстой кишки. В 2018 году им заболели 1 849 518 человек, а по числу умерших (880 792) рак толстой кишки занимает 2-е место. На четвёртом месте стоит рак предстательной железы (1 276 106), хотя по смертности рак этой локализации занимает 8-е место. В 2018 году раком желудка заболел 1 033 701 (пятое место по заболеваемости) и умерло 782 685 человек (третье место по смертности).
По числу заболевших злокачественными опухолями на 6-м месте стоит рак печени, которым в 2018 году заболели 841 080 человек. По смертности рак печени занимает 4-е место, число умерших — 781 631 человек.
Далее в структуре заболеваемости злокачественными опухолями следуют : рак пищевода (572 034), рак шейки матки (569 847), рак щитовидной железы (567 233), рак мочевого пузыря (549 393), неходжкинская лимфома (509 590), рак поджелудочной железы (458 918) и т. д. Завершает список на 33 месте — рак вагины (17 600).
В структуре смертности на 6-м месте — рак пищевода, от этого заболевания в 2018 году в мире умерли 508 585 человек. Далее следуют: рак поджелудочной железы (432 242), рак простаты (358 989) и другие.
В 2020 году по данным Международного агентства по изучению рака число новых случаев в мире достигнет 19,3 миллиона, и 10 млн человек скончаются от этой болезни. В течение жизни рак будет диагностирован в среднем у 20 человек из 100; каждый восьмой мужчина и каждая 11 женщина умрут от этого заболевания.
Статистика для США (предварительная) за 2018 год : новых случаев — 2 129 118, умерло от рака всех видов — 616 714 человек.
Наиболее распространённые формы в структуре заболеваемости: для мужчин — рак предстательной железы, рак лёгких, рак толстой кишки, рак мочевого пузыря и меланома; для женщин — рак груди, рак лёгких, рак толстой кишки, рак тела матки и рак щитовидной железы; всего (для обоих полов) — рак груди, рак лёгких, рак предстательной железы, рак толстой кишки и рак мочевого пузыря.
В США и других развитых странах непосредственной причиной смерти злокачественные опухоли являются в 25 % случаев. Ежегодно приблизительно у 0,5 % населения диагностируется злокачественные опухоли. Статистика для США:
| Распространённые формы | Распространённые формы | Распространённые формы | Распространённые формы | Распространённые формы | Распространённые формы | Распространённые формы | Распространённые формы |
| Мужчины                | Мужчины                | Мужчины                | Мужчины                | Женщины                | Женщины                | Женщины                | Женщины                |
| Заболеваемость         | Заболеваемость         | Летальность            | Летальность            | Заболеваемость         | Заболеваемость         | Летальность            | Летальность            |
| ---------------------- | ---------------------- | ---------------------- | ---------------------- | ---------------------- | ---------------------- | ---------------------- | ---------------------- |
| предстательная железа  | 33 %                   | лёгкие                 | 31 %                   | молочная железа        | 32 %                   | лёгкие                 | 27 %                   |
| лёгкие                 | 13 %                   | предстательная железа  | 10 %                   | лёгкие                 | 12 %                   | молочная железа        | 15 %                   |
| прямая кишка           | 10 %                   | прямая кишка           | 10 %                   | прямая кишка           | 11 %                   | прямая кишка           | 10 %                   |
| мочевой пузырь         | 7 %                    | поджелудочная железа   | 5 %                    | эндометрий (матка)     | 6 %                    | яичники                | 6 %                    |
| меланома               | 5 %                    | лейкоз                 | 4 %                    | неходжкинские лимфомы  | 4 %                    | поджелудочная железа   | 6 %                    |

У больных раком значительно часто встречаются боль, тревога, и депрессия. Распространённость депрессии среди тех, кто выжил после лечения рака — 33,16 %, а тревоги — 30,55 %. В распространённости боли наблюдается положительная динамика по мере лечения: до лечения показатель составляет 65,22 %, во время лечения 51,34 %, а после лечения уже 39,77 %. Ключевые факторы, влияющие на развитие депрессии у больных раком — слабая социальная поддержка, поздняя стадия рака и недостаточный сон. В случае тревоги это поздняя стадия рака и некачественный сон.

### Заболеваемость злокачественными новообразованиями в России
В 2017 году в Российской Федерации впервые за всё время было выявлено 617 177 злокачественных образований (в том числе 281 902 и 335 275 у пациентов мужского и женского пола соответственно). Прирост данного показателя по сравнению с 2016 годом составил 3 %. Первые места в структуре заболеваемости мужского населения РФ распределены следующим образом: опухоли трахеи, бронхов, лёгких (17,4 %), предстательная железа (14,5 %), кожи (10,3 %, меланомой — 11,9 %), желудка (7,6 %), ободочной кишки (6,4 %), прямой кишки, ректосигмоидного соединения, ануса (5,3 %). Значимую по удельному весу группу у мужчин формируют злокачественные опухоли мочеполовой системы, составляя 24,8 % всех злокачественных новообразований
Рак молочной железы (21,1 %) является ведущей онкологической патологией у женского населения. Затем идут новообразования кожи (14,6 % с меланомой — 16,6 %), тела матки (7,8 %), ободочной кишки (7,2 %), шейки матки (5,3 %), желудка (7,4 %).
Максимальное число заболеваний приходится на возрастную группу 65-69 лет (17,7 %), у мужчин — 20 %, у женщин — 15,7 %. Различия в возрастной структуре заболеваемости мужского и женского населения отчётливо проявляются после 30 лет. Удельный вес злокачественных новообразований в возрасте 30-49 лет в группе заболевших женщин (13,8 %) выше, чем в группе заболевших мужчин (7,9 %). В возрастной группе 60 лет и старше диагностируется 70,2 % случаев заболевания в мужской и 65,3 % в женской популяции.
Средний возраст заболевших в 2017 году составил 64,4 года, для мужчин — 64,7, для женщин — 64,2 (в 2007 году — средний возраст — 63,5; для мужчин — 63,8, для женщин — 63,3). Наблюдается рост среднего возраста заболевших для большинства нозологий, как у мужчин, так и у женщин. Доля больных, состоявших на учёте в онкологических учреждениях России 5 лет и более с момента установления диагноза злокачественного новообразования, растёт. Так все злокачественные новообразования в 2007 году составляли — 61,9 %, в 2017 году 68,0 %. Молочная железа: 2007 — 67,1 %, 2017 — 72,9 %, трахея, бронхи, лёгкое: 2007 — 38,6 %, 2017 — 47,2 %, предстательная железа: 2007 — 52,5 %, 2017 — 64,3 %, шейка матки: 2007 — 64,7 %, 2017 — 70,3 %. Индекс накопления контингента больных со злокачественными новообразованиями различных локализаций в России в 2007—2017 гг. составил: 2007 — 5,6; 2017 — 6,7.
В 2017 году в структуре смертности населения России злокачественные новообразования занимают второе место (15,9 %) после болезней системы кровообращения. Удельный вес злокачественных новообразований в структуре смертности мужского населения составил 17,1 % (2016 г. — 16,7 %), женского населения 14,7 % (2016 г. — 14,5 %). Наибольший удельный вес представляют опухоли трахеи, бронхов, лёгкого (17,3 %), желудка (9,8 %), ободочной кишки (7,9 %), молочной железы (7,7 %), поджелудочной железы (6,2 %). Структура смертности от злокачественных новообразований мужского и женского населения имеет существенные различия. Более ¼ или 26,1 % случаев смерти мужчин обусловлены раком трахеи, бронхов, лёгкого. Далее опухоли желудка (10,7 %), предстательной железы (8,1 %). У женщин наибольший удельный вес имеют опухоли молочной железы (16,4 %), новообразования ободочной кишки (9,9 %), желудка (8,8 %). Среди умерших в трудоспособном возрасте (15-50 лет) доля умерших от злокачественных новообразований составила 16,8 % (74 336 случаев), в 2016 году — 16,3 %. В женской популяции в репродуктивном возрасте (20-44 года) потери составили 17,3 % (7325 случаев), в 2016 году — 16,3 %.
В 2017 году доля злокачественных новообразований у детей (0-14 лет) составила среди заболевших мужского пола 0,6 % (1815 случаев), среди заболевших женского пола — 0,5 % (1531 случай). Удельный вес злокачественных новообразований у подростков (15-19 лет) составляет 0,18 % (1090 случаев). Солидные опухоли у детей до 15 лет встречались в 53,3 % случаев. Наиболее частыми локализациями солидных опухолей у детей были опухоли головного мозга и других отделов нервной системы, удельный вес которых составил 16,8 % (563 случая) от всех новообразований и 31,5 % от всех солидных опухолей. За 2007—2017 гг. наблюдался статистически значимый прирост грубого показателя заболеваемости детей до 15 лет злокачественными новообразованиями печени и внутрипечёночных жёлчных протоков — 53,9 % и щитовидной железы — 52,0 %.

## Профилактика
Цель профилактики — предупреждение заболевания и снижение частоты запущенных форм злокачественных опухолей. Её средства: проведение профилактических обследований, предотвращение контакта с канцерогенами, коррекция их метаболизма, изменение диеты и стиля жизни и/или использование соответствующих продуктов и препаратов (химиопрофилактика), снижение доз облучения.
Одним из значимых изменяемых факторов, влияющим на частоту рака лёгких, является курение. Вместе с неправильным питанием и влиянием среды курение является важным фактором риска развития злокачественных новообразований. По данным эпидемиологического исследования 2004 года, табакокурение являлось причиной смерти в одной трети из смертельных исходов, связанных со злокачественными новообразованиями, во многих из западных стран. Вероятность заболеть раком лёгких у курильщика в несколько раз выше, чем у некурящего. Кроме рака лёгких, курение увеличивает вероятность и других видов злокачественных опухолей (ротовой полости, пищевода, голосовых связок), а также других заболеваний, например эмфиземы. Кроме того, курение увеличивает вероятность возникновения злокачественных новообразований у окружающих (т. н. пассивное курение).
К другим факторам, увеличивающим частоту злокачественных опухолей, относятся: алкогольные напитки (опухоли ротовой полости, пищевода, молочной железы и другие виды злокачественных опухолей), гиподинамия (рак толстой кишки и молочной железы), избыточный вес (рак толстой кишки, молочной железы, эндометрия), облучение.
В развитии онкологических заболеваний определённую роль играют вирусы. К примеру, вирус гепатита B увеличивает риск развития опухолей в печени, а в возникновении рака шейки матки важную роль играет вирус папилломы человека.
Чтобы снизить риск развития злокачественных опухолей, нужно отказаться от табакокурения и некурительных способов употребления табака, поддерживать здоровую массу тела, соблюдать здоровую диету (преимущественно растительная пища), регулярно делать физические упражнения, ограничить употребление алкоголя, практиковать безопасный секс, вакцинироваться от гепатита B и вируса папилломы человека, снизить дозу ультрафиолетового и радиоактивного облучения (мало загорать, избегать работать с радиоактивными веществами и уменьшить рентгеновские методы медицинской диагностики), избегать загрязнённого воздуха городов, избегать задымлённых помещений (приготовление пищи на дровах и тому подобное), регулярно проходить диспансеризации.

## Диагностика наиболее распространённых видов рака
Рак молочной железы диагностируется еженедельным самообследованием молочной железы, участием в маммографических скрининговых программах в соответствии с возрастными рекомендациями, УЗИ и МРТ исследования по назначению специалистов.
Рак яичек можно диагностировать на ранней стадии самопроверкой яичек, поэтому она рекомендована мужчинам, в семье которых были случаи рака. Американская урологическая ассоциация рекомендует ежемесячный самоосмотр всем молодым мужчинам.
Рак гортани диагностируется при непрямой ларингоскопии (осмотр с помощью специального гортанного зеркала при посещении отоларинголога) с последующей биопсией подозрительных участков слизистой оболочки. Более точными методами являются фиброларингоскопия (осмотр гибким эндоскопом) и прямая микроларингоскопия (осмотр гортани с помощью микроскопа под наркозом). Главным фактором риска рака гортани является длительное курение (более 1 пачки в день в течение 10-20 лет). Абсолютное большинство больных раком гортани — мужчины (95 %). Рак голосовых связок имеет более благоприятный прогноз, чем рак вестибулярного отдела гортани, так как первый проявляется охриплостью даже при небольших размерах опухоли и может быть диагностирован на ранних стадиях. Первые симптомы вестибулярного рака гортани (который располагается выше голосовых складок) обычно возникают на поздних стадиях опухолевого роста и проявляются затруднением дыхания (преимущественно на вдохе), поперхиванием, дискомфортом при глотании, покашливанием, кровохарканьем. Необходимо помнить об общих проявлениях злокачественных опухолей. Наиболее важным из них является немотивированное снижение массы тела за короткий промежуток времени (более 10 кг за 3-6 месяцев).
Рак толстой кишки, рак шейки матки и рак дна и тела матки диагностируются эндоскопами. Эндоскопические обследования кишечника как уменьшают заболеваемость раком (полипы удаляются до злокачественного перерождения), так и улучшают прогноз. Однако не весь кишечник можно проверить эндоскопом.
Ранняя диагностика рака простаты осуществляется пальпацией простаты через прямую кишку, а также ультразвуковым исследованием простаты и скринингом на уровне раковых маркеров в крови. Однако метод раннего обнаружения рака простаты не получил широкого распространения, потому что зачастую выявляются мелкие злокачественные опухоли, которые не являются угрожающими для жизни. Однако обнаружение их ведёт к лечению, обычно к удалению простаты. Удаление простаты может привести к импотенции и недержанию мочи.
Для некоторых видов рака (в частности, рака молочной железы и рака толстой кишки) существует генетический тест, позволяющий выявить некоторые виды предрасположенности к ним.
Более новым методом исследования является технология иммуномагнитного обогащения образца и определения единичных циркулирующих опухолевых клеток в крови (Veridex CellSearch). Применяется для диагностики рака груди, предстательной железы, рака прямой и толстой кишки в 3-4 стадии. Технология позволяет оценивать количество циркулирующих опухолевых клеток в крови. Принцип анализа основан на иммуномагнитном обогащении клеток при помощи металлических наночастиц, покрытых полимерным слоем, содержащим антитела к EpCAM молекулам (маркеры эпителиальных клеток) с дальнейшей иммунофлуоресцентной идентификацией собранных в магнитном поле клеток. Представляет собой менее затратный малоинвазивный способ оценки прогноза выживаемости и оценки эффективности химиотерапии при раке груди, предстательной железы, прямой и толстой кишки.

## Окончательная диагностика и лечение
Для окончательной диагностики злокачественных опухолей используется биопсия — взятие образца ткани на анализ.

### Основные виды лечения
Некоторые злокачественные опухоли являются плохо излечимыми и часто приводят к смерти больного. Однако во многих случаях излечение возможно. Серьёзным фактором, определяющим успех лечения, является ранняя диагностика. Исход лечения в огромной степени определяется степенью развития опухолевого процесса, его стадией. На ранних стадиях шансы очень велики, поэтому следует постоянно следить за состоянием своего здоровья, пользуясь услугами профессиональных врачей. Нельзя при этом тратить время на попытки вылечиться при помощи нетрадиционной медицины, игнорируя современные методы лечения, этим можно только усугубить своё состояние и затруднить последующее лечение.
В настоящее время применяются следующие виды лечения:
- Удаление опухоли. Поскольку опухолевые клетки могут встречаться и вне опухоли, её удаляют с запасом. Например, при раке молочной железы обычно удаляют всю молочную железу, а также подмышечные и подключичные лимфоузлы. Если всё же опухолевые клетки есть вне удалённого органа или его части, операция не мешает им образовать метастазы. Более того, после удаления первичной опухоли рост метастазов ускоряется. Тем не менее, этот метод часто излечивает злокачественные опухоли (например, рак молочной железы), если делать операцию на достаточно ранней стадии. Хирургическое удаление опухоли может быть осуществлено как с помощью традиционного холодного инструментария, так и с применением новых инструментов (радиочастотный нож, ультразвуковой или лазерный скальпель и др.). Например, удаление рака гортани (1-2 стадий) с помощью лазера при прямой ларингоскопии позволяет сохранить пациенту приемлемый голос и избежать трахеостомы, что далеко не всегда получается при выполнении традиционных открытых операций (не эндоскопических). Лазерный луч, по сравнению с обычным скальпелем, уменьшает кровотечение во время операции, уничтожает опухолевые клетки в ране, обеспечивает лучшее заживление раны в послеоперационном периоде.
- Химиотерапия. Используются лекарства, направленные против быстро делящихся клеток. Лекарства могут подавлять дупликацию ДНК, мешать разделению клеточной оболочки на две и т. д. Однако, кроме опухолевых клеток, в организме интенсивно и быстро делятся и многие здоровые, например, клетки эпителия желудка. Их тоже повреждает химиотерапия, поэтому она приводит к тяжёлым побочным эффектам. После прекращения химиотерапии здоровые клетки восстанавливаются. В конце 1990-х поступили в продажу новые лекарства, которые атакуют именно белки опухолевых клеток, почти не повреждая нормальные делящиеся клетки. В настоящее время эти лекарства используют только для некоторых видов злокачественных опухолей.
- Радиотерапия. Облучение убивает злокачественные клетки, повреждая их генетический материал, в то время как здоровые клетки терпят меньший вред. Для облучения используют рентгеновское излучение и гамма-излучение (коротковолновые фотоны, они проникают на любую глубину), нейтроны (не имеет заряда, поэтому проникают на любую глубину, но обладают большей эффективностью по отношению к фотонному излучению, использование полуэкспериментально), электроны (заряженные частицы, проникают на условно небольшую глубину — до 7 см при использовании современных медицинских ускорителей; используются для лечения злокачественных опухолей кожи и подкожных клеток) и тяжёлые заряженные частицы (протоны, альфа-частицы, ядра углерода и т. д.).
- Криотерапия.
- Фотодинамическая терапия препаратами, которые могут разрушать клетки злокачественной опухоли под воздействием светового потока определённой длины волны (Фотогем, радахлорин, фотосенс, аласенс, фотолон и др.).
- Гормональная терапия. Клетки злокачественных опухолей некоторых органов реагируют на гормоны, что и используется. Так, при раке простаты используют женский гормон эстроген, при раке груди — лекарства, подавляющие действие эстрогена, глюкокортикоиды — при лимфомах. Гормональная терапия является паллиативным лечением: сама по себе она не может уничтожить опухоль, но может продлить жизнь или улучшить шансы на излечение в сочетании с другими методами. Как паллиативное лечение, она эффективна: при некоторых видах злокачественных опухолей она продлевает жизнь на 3-5 лет.
- Иммунотерапия. Иммунная система стремится уничтожить опухоль. Однако она в силу ряда причин часто не в состоянии это сделать. Иммунотерапия помогает иммунной системе бороться с опухолью, заставляя её атаковать опухоль эффективнее или делая опухоль более чувствительной. Иногда для этого используется интерферон. Вакцина Вильяма Коли, а также вариант данной вакцины — пицибанил, являются эффективными при лечении некоторых форм новообразований[43][44].
- Комбинированное лечение. Каждый из методов лечения в отдельности (кроме паллиативного) может уничтожить злокачественную опухоль, но не во всех случаях. Для повышения результативности лечения часто используют комбинацию двух и более методов.
- Для облегчения страданий терминальных больных используются наркотики (для борьбы с болью) и психиатрические лекарства (для борьбы с депрессией и страхом смерти).

И химиотерапия, и радиотерапия снижают иммунитет (иногда практически полностью), после чего оставшиеся раковые клетки, при отсутстви действия на них иммунной системы, усиленно растут, что приводит к метастазировнию опухолей, и, соответственно, к летальному исходу.
В июне 2016 газета Australian сообщила, что международная группа учёных «близка к разработке универсальной вакцины против рака». Препарат, о котором идёт речь, будет будто бы эффективным в отношении всех раковых заболеваний. По словам Угура Шахина, директора института изучения онкологических заболеваний Майнцского университета имени Иоганна Гутенберга, учёным впервые удалось создать внутривенную вакцину с использованием наночастиц. Он также рассказал, что она имеет не превентивный, а «терапевтический характер», и призвана не предотвращать раковые заболевания, а использоваться при их лечении. По его словам, вакцина уже прошла «обнадёживающие тесты» на мышах и нескольких людях, больных меланомой. Однако окончательные результаты её воздействия на этих больных людях будут известны примерно через год. После этого исследователи планируют провести более масштабные тесты на больных людях. Угур Шахин предположил, что препарат будет разрешён к применению «примерно через пять лет».

### Экспериментальные виды лечения
В настоящее время ведутся исследования в следующих направлениях:
- Вакцинация против злокачественных клеток.
- Генная терапия для людей, генетически предрасположенных к злокачественным опухолям. Генная терапия — введение в опухоль генов, заставляющих клетки гибнуть (самопроизвольно, или под влиянием химиотерапии), или не дающих им размножаться.
- Ангиостатические лекарства — лекарства, которые мешают образованию капилляров в опухоли, после чего опухолевые клетки, лишённые доступа крови, погибают.
- Использование анаэробных бактерий для уничтожения центральной части опухоли, куда плохо проникают лекарства[46]. Периферия опухоли хорошо уничтожается химиотерапией.
- Биохимическое подавление опухолевых клеток.
- Таргетная терапия, подвид химиотерапии.

4 февраля 2018 года учёные Стэнфорда сообщили, что путём введения вакцины им удалось с первой попытки излечить 87 подопытных мышей, а три оставшиеся были вылечены со второго раза. Мышам вживляли две лимфомы, имитируя метастазы, а вакцину вводили только в одну из них, однако она действовала на обе: некоторые из Т-клеток отправились во вторую опухоль. Исследователи отметили высокую избирательность найденной методики: при наличии двух опухолей различного генезиса уничтожается только та, куда ввели вакцину, обучив Т-лимфоциты ведению борьбы с раком; это потенциально означает безопасность средства. 15 волонтёров немедля согласились проверить эффективность медикамента.

### Альтернативное лечение
Некоторые онкобольные иногда прибегают к самодеятельным «технологиям» лечения злокачественных опухолей. Поскольку эти методы не соответствуют критериям доказательной медицины и не проходят клинические испытания, их эффективность по меньшей мере сомнительна. Один из таких методов, «лечение» содой, привёл к смерти пациента; «лечивший» его доктор Тулио Симончини был осуждён за мошенничество и убийство.

## Злокачественные опухоли у других видов
По всей видимости, злокачественные опухоли возникли в ходе эволюции вместе с появлением многоклеточных организмов. Онкогены и сами опухоли описаны у женских особей гидр, возникших в докембрии 550 миллионов лет назад. В их стволовых клетках, настроенных на половую дифференцировку, прекращает работать механизм апоптоза в результате активации гена, блокирующего этот механизм. Кроме того, опухолевые клетки гидр уже обладают свойством инвазивности — при их пересадке в другой, здоровый полип, начинает развиваться злокачественное новообразование.
У представителей других живых видов известны несколько видов трансмиссивного рака, передающегося от животного к животному вместе с опухолевыми клетками. Среди них известны опухоль Штиккера и лицевая опухоль тасманийского дьявола.